# سراسربزرگ‌بالان
سراسربزرگ‌بالان (به لاتین: Panorpida یا Mecopterida) یک بالاراستهٔ پیشنهادی درون‌بال‌داران (Endopterygota) است. تک‌تبار حدسی پانورپیدا از نظر تاریخی بر اساس شواهد ریخت‌شناختی است، یعنی کاهش یا از دست دادن تخم‌ریزی و چندین ویژگی درونی، از جمله ماهیچه‌ای که پلورون را به هم متصل می‌کند و نخستین اسکلریت زیربغل در پایه بال، ویژگی‌های مختلف فک بالا در مرحله لاروی. و لبیوم و همجوشی پایه وریدهای Cup و A1 در بال‌های عقبی. تک‌تباری بودن Panorpida توسط داده‌های مولکولی اخیر پشتیبانی می‌شود.